# 张宾 (后赵)
张宾（？—322年），字孟孙。后赵大臣，辅佐石勒夺取天下。

## 生平

### 早年
张宾的父亲张瑶是中山太守。张宾从小好学，阅读了很多经史。年轻时就雄心大志，对兄弟说：“我自认为智谋不逊色于张良，只是没遇到汉高祖而已。”后来他担任中丘王司马弘帐下都督，不得志，因病免官。

### 投奔石勒
永嘉之乱后，中原大乱。当时的石勒是漢國主刘渊手下的一员将领。张宾慧眼识人，对他的亲属说：“我见到的将领很多，只有胡将军（注：石勒是胡人，故张宾称其为胡将军）可以跟他一起成就大事。”随后，他投奔石勒帐下做谋士，石勒一开始并没有重用他。
永嘉四年（310年），石勒进军江、汉，并打算长期据守。张宾不同意，希望石勒北还。石勒没接受张宾的意见，结果，石勒军中缺粮，又被王导所率领的晋军攻击，损失惨重。石勒只得采纳张宾的建议北还。永嘉五年（311年）正月，石勒率军北上渡过沔水。随后攻占新蔡，又进攻许昌，给晋军很大打击。自此之后，石勒对张宾言听计从，张宾遂成为石勒手下头号谋士。

### 计除王弥
当时，石勒希望在扩张自己的势力，他的對手是汉国另一位大将王弥。当石勒活捉了晋雍州刺史苟晞后，王弥写信给石勒，说：“明公擒获苟晞却赦免他，真是太神奇了！让苟晞和我在明公左右效力，天下不足为虑。”石勒看出王弥的用意是麻痹自己，向张宾问策。张宾劝石勒必须迅速铲除王弥，可以先引诱他，然后再加以消灭。石勒接受了他的建议。
王弥军与晋军刘瑞相持，形势危急。当时，石勒正在进攻陈午，但还没有攻下。王弥请求石勒增援，石勒不想答应。张宾说：“明公常担心没有机会算计王弥，今天是机会把他交给我们了。陈午这小贼，有什么威胁？王弥是人杰，一定会成为我们的祸害！”。石勒听从张宾的建议，亲自率军支援，击败晋军，斩刘瑞。王弥很高兴，认为石勒是可靠的盟友，不再怀疑他。
后来，石勒请王弥赴宴，王弥不顾部属劝阻，贸然前往。席间，石勒发伏兵杀王弥，又兼并其部众。石勒表奏汉国皇帝刘聪，称王弥系因叛逆被杀。刘聪虽然生气，但也无可奈何，只得又加封其为镇东大将军，督并、幽二州诸军事，领并州刺史。石勒自此实力日增。

### 临危献计
永嘉六年(312年)二月，石勒军准备南攻建业。镇守建业的司马睿会集江南兵力于寿春，派扬威将军纪瞻都督诸军以防御石勒。当时江淮地区连降大雨，漢國军因饥饿和疾病，死伤惨重，军情十分紧急。 
石勒召集部下商议对策，右长史刁膺主张投降后待晋军南撤伺机而动，石勒当然不答应。夔安、孔苌、支雄等人都向石勒提出建议，石勒都不满意。最后，石勒问张宾：“你看应该怎么办呢？”张宾说：“将军攻陷帝都，囚执天子，杀害王侯，妻略妃主，擢将军之髮不足以数将军之罪，奈何复还相臣奉乎！去年诛王弥之后，不宜于此营建。天降霖雨方数百里中，示将军不应留也。邺有三台(即铜雀台、金虎台、冰井台)之固，西接平阳，四塞山河，有喉衿之势，宜北徙据之。伐叛怀服，河朔既定，莫有处将军之右者。晋之保寿春，惧将军之往击尔，今卒闻回军，必欣于敌去，未遑奇兵掎击也。辎重迳从北道，大军向寿春，辎重既过，大军徐回，何惧进退无地乎。”
张宾的这个划策看似简单，实际对石勒军的战略决策非常重要。张宾首先驳斥了投降的可能性，指出石勒是西晋灭亡的罪魁祸首，投降绝对不会受到原谅。其次，张宾指出石勒应该把发展重点放在华北，特别是重镇邺城。另外，张宾认为晋军只求自保，不会追击，所以可以安全撤退。石勒接受了张宾的计划，率军北还，并把重点放在经营北方。从此，之前专打游击战的石勒开始有一块稳定的根据地，开始平稳发展。
后来，石勒责备主张投降的刁膺，并将刁膺降为将军，升张宾为右长史，加中垒将军，号曰“右侯”。

### 攻灭王浚
石勒实力扩张后，他面对又一个强敌，就是晋幽州刺史王浚。王浚派了段氏鲜卑军团段匹磾、段文鸯、段末柸等人共5万人进攻石勒的根据地襄国。段氏军团非常强悍，石勒陷入被动。石勒对部下提出强行突围的建议，却被部下否决，石勒的部下都主张固守疲敌。无奈，石勒向张宾问计，张宾不同意固守疲敌。张宾指出，敌军看到我军不出战，一定会懈怠，敌军的战斗力主要依靠段末柸。如果挖暗门20余道，趁敌军攻城时偷袭段末柸，将其俘虏，剩下的敌人就不足为惧了。石勒依计行事，结果俘虏段末柸，敌军士气崩溃，兵败如山倒，石勒军取得大胜。石勒放还段末坯，并且与段氏结盟。从此，王浚势力日衰。
当时王浚十分骄傲，奢纵淫虐，石勒想吞并他。石勒便向张宾问策，张宾指出，王浚表面上是晋朝将领，实际有篡逆之心，他非常想得到石勒的支持。不如先向他称臣，让他失去戒备，再趁机偷袭。石勒接受了张宾的计谋，向王浚献厚礼，表示拥戴其称帝。永嘉二年314年，石勒打算开始行动，于是先隐藏自己的精锐兵力，然后假称自己将于三月中旬亲自去幽州劝王浚称帝。于是，王浚更加骄傲，不再戒备石勒。
二月，石勒开始偷袭幽州的计划。军队到柏人时，怕刘琨及鲜卑、乌桓举兵相攻，驻兵不进。张宾说：“偷袭敌国，应该出其不意。这几天军队没有行动，难道是害怕三方的威胁吗？”石勒说：“对啊，可该怎么办呢？”张宾说：“王浚占据幽州，只是仰仗三部，现在都背叛成了仇敌，他没有外援来抵抗我们。幽州饥荒，人只能吃素，众叛亲离，部队非常弱小，这是里面没有强兵来防御我们。如果我们大军在城外，敌军必然土崩瓦解。现在虽然三方有威胁，将军还是可以悬军千里征讨幽州。用轻骑兵往返，不会超过两旬的时间。就算三方有动作，我们也很快可以回来。现在应该立即出击不必迟延。况且刘琨、王浚虽然都是晋朝将领，实际上是仇敌。如果写信给于刘琨，送人质请和，刘琨必然很高兴得到我们的支持，乐于看到王浚的灭亡，肯定不会救援王浚来偷袭我们的。”石勒说：“我不能了断的，右侯已经替我了断了，还有什么可疑惑的呢？”于是石勒派使者送信与刘琨，刘琨果然不但不帮助王浚，且给予石勒以进军的便利。
三月，石勒军至易水，王浚仍毫无戒备，石勒军到达蓟城。石勒先趋牛羊数千头入城，塞住街巷，声言献礼，使幽州兵不能出战，旋即率众入城，杀幽州兵万余人，俘王浚，将其斩首。此战，石勒用极小代价一举夺取幽州，张宾功不可没。自此石勒势不可挡。

### 功勋卓著
太兴二年（319年），张宾与石虎等人见时机已成熟，便一起请石勒正式称王。十一月，石勒接受了这个建议，自称赵王，建立后赵。张宾被加封为大执法，掌管朝政。張賓爲官清廉，謙虛謹慎，任人唯賢，禮賢下士。石勒敬重他，称其为“右侯”，从不直呼其名。每次上朝都要正儀容才敢面對張賓。石趙的典章制度，辦學興儒，定九品選拔和考核官員，都是張賓幫助石勒建立的。
永昌元年（322年），张宾去世，石勒追赠张宾为散骑常侍、右光禄大夫、仪同三司，谥曰景。下葬时，石勒流着泪对左右说：“是老天不让我的大事成功吗？为什么要让右侯这么快离开我啊？”
張賓死後，石勒與其他謀臣如徐光、程遐議事時有所不合，石勒嘆道：“右侯捨我而去，令我與此輩共事，豈非酷乎？”

## 评价
- 《晋书·| 卷一百零五·载记第五·石勒(下) （页面存档备份，存于）》：“机不虚发，算无遗策，成勒之基业，皆宾之勋也。”
- 成海應：“張賓事石勒, 盡其才知, 盖欲自用其奇故也. 然當石勒之初, 攻陷京師, 囚執天子, 殺害王公, 擄掠妃主, 賓皆助成之. 賓故晉人也, 何忍爲此. 此乃盜賊之靡也. 彼豈不知順逆之理哉. 特一欲有爲于世, 故行此殘賊而不止也. 使賓佐劉琨, 段匹磾輩, 獨可無樹立耶. 賓意以爲彼不足盡其材, 故甘爲夷羯之臣, 諒其材爲夷羯謀則長, 爲中華謀則短也歟.”（『硏經齋全集續集』 10冊, 史論, 張賓）